# Leichtathletik-Länderkämpfe mit deutscher Beteiligung 1991
| Leichtathletik-Länderkämpfe mit deutscher Beteiligung 1991                          | Leichtathletik-Länderkämpfe mit deutscher Beteiligung 1991 | Leichtathletik-Länderkämpfe mit deutscher Beteiligung 1991 | Leichtathletik-Länderkämpfe mit deutscher Beteiligung 1991 |
| ----------------------------------------------------------------------------------- | ---------------------------------------------------------- | ---------------------------------------------------------- | ---------------------------------------------------------- |
|                                                                                     |                                                            |                                                            |                                                            |
| 1. Länderkampf 1991, Werfer (Männer/Frauen): GBR – GER – ITA – ROU                  |                                                            |                                                            |                                                            |
| Oristano 1. Juni 1991                                                               | Oristano 1. Juni 1991                                      | 1. GER 2. GBR 3. ITA 4. ROU                                | 69 P 68 P 58 P 56 P                                        |
| 00Teilwertung Männer                                                                | 00Teilwertung Männer                                       | 1. ITA 1. GBR 3. GER 4. ROU                                | 41 P 36 P 26 P                                             |
| 00Teilwertung Frauen                                                                | 00Teilwertung Frauen                                       | 1. GER 2. ROU 3. GBR 4. ITA                                | 33 P 30 P 27 P 17 P                                        |
| 2. Länderkampf 1991, Männer/Frauen: GBR – GER                                       |                                                            |                                                            |                                                            |
| London 19. Juni 1991                                                                | London 19. Juni 1991                                       | 1. GER 2. GBR                                              | 360 P 323 P                                                |
| 00Teilwertung Männer                                                                | 00Teilwertung Männer                                       | 1. GBR 2. GER                                              | 194 P 193 P                                                |
| 00Teilwertung Frauen                                                                | 00Teilwertung Frauen                                       | 1. GER 2. GBR                                              | 167 P 129 P                                                |
| 3. Länderkampf 1991, Geher (Männer/Frauen): SWE – GER – AUS – FRA – GBR – ITA – ESP |                                                            |                                                            |                                                            |
| Örnsköldsvik 29. Juni 1991                                                          | Örnsköldsvik 29. Juni 1991                                 | 1. GER 2. ITA 3. ESP 4. FRA 5. SWE 6. GBR 7. AUS           | 152 P 138 P 101 P 98 P 97 P 88 P 15 P                      |
| 00Teilwertung Männer                                                                | 00Teilwertung Männer                                       | 1. GER 2. ITA 3. FRA 4. GBR 5. ESP 6. SWE 7. AUS           | 107 P 85 P 73 P 68 P 67 P 49 P 9 P                         |
| 00Teilwertung Frauen                                                                | 00Teilwertung Frauen                                       | 1. ITA 2. SWE 3. GER 4. ESP 5. FRA 6. GBR 7. AUS           | 53 P 49 P 45 P 34 P 25 P 20 P 6 P                          |
| 4. Länderkampf 1991, Straßenlauf (Männer): NLD – GER – FRA – SUI                    |                                                            |                                                            |                                                            |
| Grootebroek 0000bei Enkhuizen 6. Juli 1991                                          | Grootebroek 0000bei Enkhuizen 6. Juli 1991                 | 1. FRA 2. GER 3. SUI 4. NLD                                | 5:15:38 h 5:15:58 h 5:17:09 h 5:19:34 h                    |
| 5. Länderkampf 1991, Straßenlauf (Frauen): NLD – GER – FRA – SUI                    |                                                            |                                                            |                                                            |
| Grootebroek 0000bei Enkhuizen 6. Juli 1991                                          | Grootebroek 0000bei Enkhuizen 6. Juli 1991                 | 1. GER 2. SUI 3. NLD 3. FRA                                | 2:38:14 h 2:40:38 h 2:42:40 h                              |
| 6. Länderkampf 1991, Zehnkampf, (Männer): GER – FRA – GBR – URS                     |                                                            |                                                            |                                                            |
| Lage 10./11. August 1991                                                            | Lage 10./11. August 1991                                   | 1. GER 2. FRA 3. GBR 4. URS                                | 53.324 P 49.555 P 46.652 P 35.557 P                        |
| 7. Länderkampf 1991, Siebenkampf, (Frauen): GER – FRA – GBR – URS                   |                                                            |                                                            |                                                            |
| Lage 10./11. August 1991                                                            | Lage 10./11. August 1991                                   | 1. URS 2. GER 3. GBR 4. FRA                                | 39.620 P 39.415 P 35.380 P 35.286 P                        |
| 8. Länderkampf 1991, U23 (Männer/Frauen): ESP – GER – FRA – GBR                     |                                                            |                                                            |                                                            |
| Vigo 17. August 1991                                                                | Vigo 17. August 1991                                       | 1. FRA 2. GER 3. GBR 4. ESP                                | 347,5 P 344,0 P 282,5 P 240,0 P                            |
| 00Teilwertung U23 Männer                                                            | 00Teilwertung U23 Männer                                   | 1. FRA 2. GBR 3. GER 4. ESP                                | 197,5 P 184,5 P 153,5 P 143,5 P                            |
| 00Teilwertung U23 Frauen                                                            | 00Teilwertung U23 Frauen                                   | 1. GER 2. FRA 3. GBR 4. ESP                                | 159,5 P 150,0 P 129,0 P 96,5 P                             |
| Chronik                                                                             |                                                            |                                                            |                                                            |
| ← Länderkämpfe 1990                                                                 | ← Länderkämpfe 1990                                        | Länderkämpfe 1992 →                                        | Länderkämpfe 1992 →                                        |

Im Jahr 1991 wurden acht Leichtathletikländerkämpfe mit deutscher Beteiligung in acht Veranstaltungen ausgetragen. Das waren noch einmal zwei Vergleiche weniger als im Vorjahr. Eine Besonderheit, die es 1990 zum ersten Mal gegeben hatte, wurde in der 1991er Saison noch erweitert. In vier Veranstaltungen kam es zu einer Gesamtwertung der Wettkämpfe für Frauen und Männer, das war noch ein Ländervergleich mehr als im letzten Jahr. Nach gewohnter Art der Zählung aus den Jahren bis einschließlich 1989 mit jeweils getrennter Wertung für Frauen und Männer wären vier zusätzliche Länderkämpfe – also insgesamt zwölf Vergleiche – zustande gekommen. Auch so wären das drei Begegnungen weniger gewesen als im Vorjahr. Die größte Anzahl von 27 Begegnungen hatte es 1974 gegeben.
Nicht berücksichtigt sind Veranstaltungen wie der sogenannte „Lugano-Cup“, ein Weltcup der Geher unter dem Dach des Weltleichtathletikverbands (früher: IAAF), der ab 1965 unter Regie des Europäischen Leichtathletikverbands durchgeführte Leichtathletik-Europacup sowie ähnliche Events. Hier handelt es sich um Veranstaltungen, die als eigene Wettbewerbe ähnlich wie auch der Leichtathletik-Continentalcup (ab 1991) und der Geher-Europacup (ab 1996) außerhalb der üblichen Länderkämpfe durchgeführt wurden.

## Zusammenführung der beiden deutschen Staaten im Sport
Das Jahr 1991 war ein ganz besonderes auch für den Sport. Nach dem Fall der Berliner Mauer starteten die Sportler aus der Bundesrepublik Deutschland und der früheren DDR nun gemeinsam für Deutschland. Von 1991 an gab es gemeinsame Deutsche Leichtathletik-Meisterschaften, ein gemeinsames Auftreten bei Events und Großereignissen. Auch in den Länderkämpfen kamen nun Vertreter aus beiden früheren deutschen Staaten zum Einsatz.

## Entwicklung des Länderkampfwesens
Auch 1992 gab es nur noch wenige Vergleiche mit dem kompletten leichtathletischen Programm aus den verschiedenen Teilbereichen Laufen, Springen. Werfen. In der Zeit großer Bedeutung von Leichtathletikländerkämpfen war diese Form der Kern von Ländervergleichen. 1991 wurden nur zwei Begegnungen in dieser Form ausgetragen, einer davon war zudem speziell für die Altersgruppe U23 reserviert. Im Zuge der immer mehr abnehmenden Bedeutung von Länderkämpfen für die Leichtathletik wurden die meisten Vergleiche nur noch in leichtathletischen Teilbereichen durchgeführt. Begegnungen mit dem kompletten Programm bildeten aufgrund der Konkurrenz anderer Events wie Welt- und Europameisterschaften, Olympische Spiele, Golden bzw. Diamond League die Ausnahme und wurden immer bedeutungsloser.
Die Zahl der Gegnerländer weitete sich deutlich aus in den einzelnen Begegnungen. Hatte es in früheren Jahren in der Regel ein Gegnerteam gegeben, so war das heute die Ausnahme oder wie in diesem Jahr gar nicht mehr der Fall.
Ein weiterer Trend, die Beschränkung auf bestimmte Altersgruppen wie U21, das heißt Sportler unter 21 Jahre, oder U23, setzte sich dagegen zunächst nicht weiter fort, es gab nur ein Aufeinandertreffen für U23-Athleten.
In dieser Saison standen die Wettbewerbsbereiche Mehrkampf (2 Vergleiche), Straßenlauf (2), allgemeines Programm (2), Werfen (1) und Gehen (1) auf dem Programm. Männer und Frauen bestritten je zwei Länderkämpfe, vier Vergleiche wurden in Gesamtwertung für Männer und Frauen bzw. U23-Nachwuchssportler und Nachwuchssportlerinnen veranstaltet.
Von den jeweils zwei Männer- und Frauenbegegnungen fanden je eine als Straßenlauf und je eine weitere im Mehrkampf statt. Die Länderkämpfe mit Gesamtwertung für beide Geschlechter umfassten zwei Aufeinandertreffen mit dem allgemeinen Programm, eines davon für U23-Nachwuchssportler, eine Veranstaltung im Bereich Wurf und ein Event für Geher.

## Saisonhöhepunkt
In diesem Jahr standen vor allem die vom 23. August bis 1. September in Tokio ausgetragenen dritten Weltmeisterschaften im Saisonmittelpunkt. Das Abschneiden des deutschen Teams war mit fünf Gold vier Silber- und acht Bronzemedaillen auf Rang drei der Medaillenwertung hinter den USA und der Sowjetunion sehr gut. Der Grund dafür war vor allem die Aufnahme der früher für die DDR startenden Athleten in das gesamtdeutsche Team.
Außerdem gab es 1991 auch wieder einen Europacup, der für Frauen und Männer gemeinsam am 29./30. Juni in Frankfurt am Main ausgetragen wurde. Die Männer belegten knapp geschlagen durch die Sowjetunion und Großbritannien Platz drei. Die Frauen lagen am Ende vor der Sowjetunion und Großbritannien ganz vorn.

## Bilanz
In der Saison 1991 gab es für die deutschen Männer in ihren beiden Länderkämpfen einen Sieg und eine Niederlage. Das war ein Sieg weniger als 1990, als es einen Ländervergleich mehr gegeben hatte. Aufgrund der ab 1990 veränderten Länderkampfstruktur mit Begegnungen, die in Gesamtwertung geführt wurden, wären Vergleiche mit weiteren Vorjahren irreführend. Die Niederlage mussten die Männer in folgendem Wettkampf hinnehmen:
- Straßenlauf-Vergleich gegen die Niederlande, Frankreich und die Schweiz am 6. Juli in Grootebroek bei Enkhuizen (Platz zwei hinter Frankreich)

Der Sieg resultierte aus einer Begegnung der Zehnkämpfer gegen Frankreich, Großbritannien und die Sowjetunion am 10./11. August in Lage an der Lippe.
Die Bilanz der Männer war damit ausgeglichen. Am Ende der Saison hatte die deutsche Mannschaft in ihren nun insgesamt 449 Vergleichen 311 Siege und vier Unentschieden erzielt sowie 134 Niederlagen erlitten.
Die Frauen kamen in ihren beiden Länderkämpfen ebenfalls zu einem Sieg und einer Niederlage. Im Vorjahr hatten sie alle drei ihrer Vergleiche siegreich beendet. Die Niederlage gab es in folgendem Aufeinandertreffen:
- Siebenkampf-Vergleich gegen Frankreich, Großbritannien und die Sowjetunion am 10./11. August in Lage (Platz zwei hinter der Sowjetunion)

Den Sieg konnten die deutschen Leichtathletinnen bei ihrem Straßenlauf-Vergleich am 6. Juli im niederländischen Grootebroek gegen Niederlande, Frankreich und die Schweiz feiern.
Auch die Bilanz der Frauen war damit ausgeglichen.
So hatten die deutschen Frauen seit 1928 in nun 222 Aufeinandertreffen insgesamt 130 Siege errungen, vier Unentschieden erzielt und 88 Niederlagen hinnehmen müssen.
Hinzu kamen wie im Vorjahr vier Länderkämpfe mit Gesamtwertungen für beide Geschlechter. Dabei gab es drei Siege und eine Niederlage, womit diese Bilanz positiv ausfiel. Die Niederlage musste Deutschland in folgendem Aufeinandertreffen hinnehmen:
- U23-Ländervergleich gegen Spanien, Frankreich und Großbritannien am 17. August in Vigo (Platz zwei hinter Frankreich)

So gab in dieser Länderkampfform mit drei zu eins eine positive Bilanz. Im Vorjahr war es genau umgekehrt zu einem Sieg und drei Niederlagen gekommen.
Die diesjährige Bilanz aus den insgesamt acht Vergleichen war mit fünf Siegen gegenüber drei Niederlagen positiv.
Die Gesamtbilanz aus den Länderkämpfen mit gemeinsamer Wertung seit 1990 lautete vier zu vier.
In der Gesamtsumme aller ihrer Länderkämpfe seit 1921 hatten die deutschen Leichtathleten von 679 Vergleichen 445 gewonnen, 226 verloren und acht Unentschieden erzielt. 72 der Niederlagen stammten dabei aus vierzig zweiten Plätzen, 21 dritten, sechs vierten, zwei fünften Rängen, einem sechsten und einem siebten Platz sowie einer Platzierung ohne Wertung hinter vier Gegnerteams in Begegnungen mit mehr als zwei Nationen.

## Verschiedene Formen von Länderkämpfen
Es gab weiterhin eine Reihe verschiedener Arten von Länderkämpfen:
- Vergleiche mit einer Mischung von Disziplinen aus dem allgemeinen leichtathletischen Programm
Das war die klassische Form von Ländervergleichen. Jede Nation war in der Regel mit zwei Athleten je Disziplin vertreten. Bei den Männern waren hier zwanzig Wettbewerbe je Länderkampf zum Standard geworden. Allerdings wurden die beiden Langstrecken über 5000 und 10.000 Meter inzwischen verkürzt als Rennen über 3000 und 5000 Meter durchgeführt. Aus dem olympischen Wettbewerbskatalog fehlten demnach in der Regel nur der 10.000-Meter-Lauf, der Marathonlauf, die beiden Gehwettbewerbe und der Zehnkampf.
Der Länderkampfdisziplinkatalog bei den Frauen hatte bis 1968 standardmäßig aus elf Disziplinen bestanden und war mit den damals bei Olympischen Spielen angebotenen Frauenwettbewerben identisch. Von 1969 an gab es hier Veränderungen: Mit dem 1500-Meter-Lauf sowie der 4-mal-400-Meter-Staffel wurden zwei neue Wettbewerbe, die bei den Europameisterschaften 1969 in das Programm aufgenommen worden waren, mit in den Katalog der Frauenländerkämpfe integriert. Damit erhöhte sich die Zahl der Disziplinen auf dreizehn. Neu hinzu kamen nun immer häufiger auch Rennen über 3000 Meter und 400 Meter Hürden, zwei Laufdiszipziplinen, die im 1984 olympisch geworden waren. In Angleichung an das Männerprogramm wurde der 3000-Meter-Lauf 1996 durch den 5000-Meter-Lauf abgelöst.
In seltenen Fällen gab es in Länderkämpfen sowohl bei den Frauen als auch bei den Männern Abweichungen vom Standard in Form von Hinzunahme oder Weglassen einzelner Disziplinen. Diese Länderkampfform, die für eine lange Zeit Kern von Leichtathletikländerkämpfen war, wurde immer weniger praktiziert und wurde mehr und mehr fast zur Ausnahme. Sie besaß angesichts der Konkurrenz bedeutender anderer Events nicht mehr die Attraktivität früherer Jahre.
- Vergleiche in Teildisziplinen der Leichtathletik:
  - Vergleiche im Mehrkampf – bei den Frauen im Siebenkampf, bei den Männern im Zehnkampf
Die Zahl der Vertreter je Land war dabei nicht standardisiert. In der Regel wurden von den gestarteten Teilnehmern nicht alle gewertet. Bei vier Vertretern je Disziplin beispielsweise wurden meist die drei Besten gewertet.
  - Vergleiche der Geher
Diese Begegnungen fanden bei den Männern meist in Form von Straßengehen statt. Es kamen zwei Disziplinen zur Austragung, ein Wettkampf über 20 Kilometer und ein Wettkampf über eine längere Distanz, die manchmal über 35 und manchmal über 50 Kilometer führte. Der Trend ging hier jedoch eindeutig zur Distanz von 35 Kilometern.
1976 kam das Gehen auch für die Frauen ins Länderkampfprogramm. Ausgetragen wurde dabei anfangs ein Wettbewerb über 5000 Meter, 1976 auf der Straße, später wechselweise auf der Bahn oder auf der Straße. Es gab dann auch Wettbewerbe über eine Streckenlänge von zehn Kilometern. Das Gehen für Frauen hatte inzwischen Fuß gefasst in der Leichtathletik. Bei Olympischen Spielen gab es 1992 in Barcelona zum ersten Mal einen Geher-Frauenwettbewerb, bei Europameisterschaften war das schon in 1986 in Stuttgart zum ersten Mal der Fall.
Bezüglich der Teilnehmerzahl je Land und Wettbewerb wurde verfahren wie in den Mehrkämpfen.
  - Vergleiche im Straßenlauf
Bis einschließlich 1980 wurde ein Rennen über dreißig Kilometer ausgetragen. 1981 war die Streckenlänge auf 25 Kilometer gekürzt worden, 1982 fand das Rennen noch einmal über dreißig Kilometer statt. Auch hier wurde bezüglich der Teilnehmerzahl je Land verfahren wie in den Mehrkämpfen. Ab 1982 trugen auch die Frauen Straßenlauf-Länderkämpe über 25 Kilometer aus und die Männern starteten nach 1982 in der Regel nun ebenfalls über diese etwas kürzere Distanz. Für die Frauen wurde die Streckenlänge 1991 auf fünfzehn Kilometer verkürzt.
Vereinzelt hatte es hier auch Länderkämpfe im Halbmarathon und über die Marathon-Distanz gegeben.
  - Vergleiche im Bereich Lauf
Diese Art von Länderkämpfen war 1984 zum ersten Mal durchgeführt worden. Danach gab es erst in der vorangegangenen und dieser Saison wieder reine Läufervergleiche.
  - Vergleiche im Crosslauf
Diese Länderkampfform wurde in der Saison 1985 zum ersten und einzigen Mal ausgetragen. Die Streckenlängen waren bei bis zu 9000 Metern für Frauen und Männer unterschiedlich. Bezüglich der Teilnehmerzahl je Land wurde verfahren wie in den Mehrkämpfen. 1986 und 1991 fanden keine Crosslauf-Länderkämpfe statt.
  - Vergleiche in den Disziplinen Sprung und/oder Wurf/Stoß
Die Werfer trugen in diesem Jahr einen Länderkampf mit gemeinsamer Wertung für Frauen und Männer aus.

## Austragungsform und Wertungsmodus
In der Vergangenheit wurden Länderkämpfe mit dem allgemeinen leichtathletischen Programm in der Regel mit zwei Vertretern pro Land und Disziplin durchgeführt. In einigen Vergleichen wurden wie schon in den Jahren zuvor drei Teilnehmer je Land und Wettbewerb eingesetzt. Die Regeln zur Punktevergabe wurden dabei durchgängig so angewendet, dass der Letztplatzierte einen Punkt erhielt, die weiteren Athleten in den Platzierungen jeweils aufwärts bis hin zu Rang zwei einen Punkt mehr. Der Erstplatzierte bekam zwei Punkte mehr gutgeschrieben als der Athlet auf Platz zwei. Für Länderkämpfe mit zwei Vertretern je Land und Disziplin bedeutete das: Platz 1: 5 P, Pl. 2: 3 P, Pl. 3: 2 P, Pl. 4: 1 P. Bei drei Vertretern je Land und Disziplin ergab sich folgende Punktevergabe: Platz 1: 7 P, Pl. 2: 5 P, Pl. 3: 4 P, Pl. 4: 3 P, Pl. 5: 2 P, Pl. 6: 1 P. Für die Staffeln gab es durchgängig fünf zu zwei Punkte.
Die Regeln zur Punktevergabe wurden ohne Ausnahme nach diesem standardisierten Wertungssystem angewendet. In weiteren Begegnungen mussten aufgrund anderer Rahmenbedingungen – mehr als zwei Teilnehmer je Nation in der Wertung oder mehr als ein Gegnerland – andere Regeln zur Punktevergabe zur Anwendung kommen. In den Mehrkämpfen wurden die Begegnungen entweder wie in anderen Begegnungen über die Platzierungen oder die Addition der im Wettkampf erzielten Punkte gewertet. Ähnlich wurde in den Straßenlauf-Länderkämpfen verfahren. Dort wurde entweder über die Platzierungen oder über die Addition der erzielten Zeiten gewertet.

## Werfer-Länderkampf der Männer und Frauen gegen Italien, Großbritannien und Rumänien
Im ersten Länderkampf des Jahres 1991 trafen sich die Werfer aus Italien, Deutschland, Großbritannien und Rumänien. Der Wettkampf wurde am 1. Juni in Oristano auf der italienischen Insel Sardinien ausgetragen und für Frauen und Männer gemeinsam gewertet. Mit dieser Teilnehmerschaft war der Vergleich eine Premiere. 
In der Teilwertung der Männer lagen Gastgeber Italien und Großbritannien mit je 41 Punkten gleichauf an der Spitze. Deutschland folgte mit 36 Punkten als Dritter vor Rumänien (26 Punkte). Bei den Frauen setzte sich Deutschland mit 33 Punkten vor Rumänien (dreißig Punkte) durch. Großbritannien (27 Punkte) und Italien (siebzehn Punkte) belegten in dieser Teilwertung die Plätze drei und vier.
In der Länderkampfgesamtwertung siegte Deutschland mit 69 Punkten. Großbritannien lag als Zweiter mit 68 Punkten nur hauchdünn zurück. Die drittplatzierten Italiener kamen auf 58, Rumänien als Vierter auf 56 Punkte.

## Leichtathletik-Länderkampf der Männer und Frauen gegen Großbritannien
Im Länderkampf Nummer zwei traten in einer klassischen Begegnung Deutschland und Großbritannien gegeneinander an. Allerdings wurde der am 19. Juni in London ausgetragene Vergleich zum ersten Mal gemeinsam für beide Geschlechter gewertet. In Vergleichen mit zwei Ländern waren sich Männer und Frauen in getrennten Wertungen zuletzt jeweils 1977 begegnet. Die bisherige Bilanz lautete bei den Männern elf zu zwei, bei den Frauen sieben zu sechs – jeweils für das deutsche Team.
Die Teilwertung bei den Männern ging hier in London bei den Männern mit einem ganz knappen Sieg der Briten mit 194 zu 193 Punkten aus. Bei den Frauen lag Deutschland mit 167 zu 129 Punkten deutlich vorn.
Den Länderkampf gewann damit Deutschland mit 360 Punkten. Großbritannien kam als Zweiter auf 323 Punkte.

## Geher-Länderkampf der Männer und Frauen gegen Schweden, Australien, Frankreich, Großbritannien, Italien und Spanien
Der dritte Länderkampf bestand in einem Aufeinandertreffen der Geherinnen und Geher unter den sieben Ländern Schweden, Deutschland, Australien, Frankreich, Großbritannien, Italien und Spanien. In dieser Zusammensetzung war es die erste Begegnung. Gastgeber am 29. Juni war die schwedische Stadt Örnsköldsvik an der Ostseeküste. Auch dieser dritte Vergleich der laufenden Saison wurde gemeinsam für Männer und Frauen gewertet.
Hier zunächst ein Überblick über die Teilwertungen:
- Männer: 1. Deutschland 152 P / 2. Italien 138 P / 3. Spanien 101 P / 4. Frankreich 98 P / 5. Schweden 97 P / 6. Großbritannien 88 P / 7. Australien 15 P
- Frauen: 1. Italien 53 P / 2. Schweden 49 P / 3. Deutschland 45 P / 4. Spanien 34 P / 5. Frankreich 25 P / 6. Großbritannien 20 P / 7. Australien 6 P

Für die Gesamtwertung ergab sich daraus das folgende offizielle Gesamtresultat dieses Länderkampfs:
1. Deutschland 152 P
2. Italien 138 P
3. Spanien 101 P
4. Frankreich 98 P
5. Schweden 97 P
6. Großbritannien 88 P
7. Australien 15 P

## Straßenlauf-Länderkampf der Männer gegen die Niederlande, Frankreich und die Schweiz
Der vierte Saisonvergleich war ein Länderkampf in einer Wertungsform nur für Männer. Am 6. Juli wurde die traditionelle Begegnung der Straßenläufer aus Deutschland, den Niederlanden, Frankreich und der Schweiz ausgetragen. Gastgeber war diesmal der niederländische Ort Grootebroek bei Enkhuizen am IJsselmeer. Begonnen hatte diese Vergleichsserie mit den drei Ländern Schweiz, Bundesrepublik Deutschland und Niederlande. Zwischenzeitlich war sie erweitert worden durch die Teilnahme weiterer Nationen, die dann wieder wegfielen. 1982 kam als Teilnehmer noch Frankreich hinzu. Insgesamt dreizehn bundesdeutsche Siege hatte es gegeben. Je vier Mal hatten sich die Schweiz, Frankreich und die später nicht mehr beteiligten Italiener durchgesetzt, drei Erfolge hatten die Niederländer zu verzeichnen. In diesem Jahr kamen die französischen Läufer in 5:15:38 h zu ihrem fünften Sieg. Zwanzig Sekunden dahinter belegte Deutschland Rang zwei. Eine gute weitere Minute zurück kam die Schweiz auf den dritten Platz. Gastgeber und Vorjahressieger Niederlande belegte mit noch einmal knapp zwei Minuten Rückstand Platz vier.
Auch die Frauen veranstalten am selben Tag und selben Ort einen Straßenlauf-Länderkampf.

## Straßenlauf-Länderkampf der Frauen gegen die Niederlande, Frankreich und die Schweiz
Den fünften Saisonvergleich bestritten die Straßenläuferinnen, die parallel zu ihren männlichen Kollegen am 6. Juli in Grootebroek ebenfalls gegen Frankreich, die Niederlande und die Schweiz antraten. Die Begegnung wurde nun zum achten Mal ausgetragen, vorübergehend waren auch Italien und Belgien Teilnehmerländer. Je drei Siege hatten Frankreich und Deutschland erzielt, einen Italien. In Grootebroek wiederholten die bundesdeutschen Läuferinnen in 2:38:14 h ihre Erfolge von 1989 und 1990. Mit etwas mehr als zwei Minuten Vorsprung verwiesen sie die Schweizerinnen auf den zweiten Platz. Weitere zwei Minuten dahinter wurden die Niederländerinnen und Französinnen gemeinsame Dritte.

## Zehnkampf-Länderkampf der Männer gegen Frankreich, Großbritannien und die Sowjetunion
Im sechsten Länderkampf des Jahres 1991 traten die Zehnkämpfer aus Deutschland, Frankreich, Großbritannien und der Sowjetunion zum ersten Mal in dieser Konstellation gegeneinander an. Austragungsort am 10./11. August war die westfälische Stadt Lage an der Lippe. Mit 53.324 Punkten gab es einen überlegenen Sieg der deutschen Mannschaft. Knapp vierhundert Punkte dahinter belegte Frankreich mit 49.555 Punkten Rang zwei. Dritter wurde Großbritannien (46.652 Punkte). Deutlich abgeschlagen wurde die Sowjetunion mit 35.557 Punkten Vierter und Letzter.
Die Siebenkämpferinnen führten parallel am selben Ort ebenfalls einen Mehrkampfländervergleich gegen dieselben Gegner wie die Männer durch.

## Siebenkampf-Länderkampf der Männer gegen Frankreich, Großbritannien und die Sowjetunion
Auch die Siebenkämpferinnen aus Deutschland, Frankreich, Großbritannien und der Sowjetunion trugen parallel zu ihren männlichen Mehrkampfkollegen am 10./11. August in Lage als Saisonvergleich Nummer sieben einen Länderkampf miteinander aus. Auch für sie hatte es in dieser Konstellation zuvor noch keine Begegnung gegeben. Die bei den Männern letztplatzierte UdSSR lag im Frauenvergleich mit 39.620 Punkten ganz vorn. Deutschland wurde mit 39.415 Punkten Zweiter vor der Großbritannien (35.380 Punkte). Den vierten und letzten Platz belegte Frankreich mit 35.286 Punkten.

## U23-Leichtathletik-Länderkampf der Männer und Frauen gegen Spanien, Frankreich, und Großbritannien
Den achten und letzten Länderkampf 1991 bestritten die deutschen U23-Leichtathleten, die am 17. August in der nordspanischen Stadt Vigo in Galicien auf Spanien, Frankreich, und Großbritannien trafen. Dieser letzte Saisonvergleich fand wieder in gemeinsamer Wertung der Frauen und Männer statt.
Die Teilwertung der U23-Männer gewann Frankreich mit 197,5 Punkten vor Großbritannien (184,5 Punkte), Deutschland (153,5 Punkte) und Spanien (143,5 Punkte). In der U23-Frauen-Teilwertung lag Deutschland mit 159,5 Punkten vor Frankreich (150,0 Punkte). Großbritannien (129,0 Punkte) und Spanien (96,5 Punkte) belegten wie bei den Männern die Plätze drei und vier.
Im Länderkampf siegte Frankreich mit 347,5 Punkten. Die zweitplatzierten deutschen Leichtathleten kamen nur knapp geschlagen auf 344,0 Punkte. Großbritannien wurde Dritter mit 282,5 Punkten. Gastgeber Spanien belegte mit 240,0 Punkten Rang vier.